# Būjīn
Būjīn (persiska: بوجین) är en ort i Iran.   Den ligger i provinsen Hamadan, i den nordvästra delen av landet, 300 km väster om huvudstaden Teheran. Būjīn ligger 1 568 meter över havet och antalet invånare är 447.
Terrängen runt Būjīn är kuperad åt nordväst, men åt sydost är den platt. Runt Būjīn är det ganska tätbefolkat, med 80 invånare per kvadratkilometer. Närmaste större samhälle är Asadābād, 6,1 km sydost om Būjīn. Trakten runt Būjīn består till största delen av jordbruksmark.